# Bironides liesthes
Bironides liesthes – gatunek ważki z rodziny ważkowatych (Libellulidae).